# كوشن ميرزا رحيم
كوشن ميرزا رحيم هي قرية في مقاطعة أسكو، إيران. عدد سكان هذه القرية هو 81 في سنة 2006.